# Beta Ophiuchi
Beta Ophiuchi (Ophiuchi, viết tắt Beta Oph, β Oph), cũng được đặt tên là Cebalrai, là một ngôi sao trong chòm sao xích đạo Xà Phu (Ophiuchus). Cấp sao biểu kiến của ngôi sao này là 2,7, khiến nó có thể nhìn thấy bằng mắt thường ngay cả từ bầu trời thành thị. Khoảng cách đến ngôi sao này có thể được ước tính bằng các phép đo thị sai, cho kết quả 81,8 năm ánh sáng (25,1 parsec) tính từ Mặt trời.

## Danh pháp
β Ophiuchi (Latin hóa thành Beta Ophiuchi) là tên gọi Bayer của ngôi sao này.
Nó mang tên truyền thống là Cebalrai, Celbalrai, Cheleb và Kelb Alrai (hoặc đôi khi chỉ là Alrai), tất cả đều bắt nguồn từ tiếng Ả Rập لب الراعي kalb al-rā'ī "con chó chăn cừu". Vào năm 2016, Liên minh Thiên văn Quốc tế đã tổ chức một Nhóm làm việc về Tên Sao (WGSN) để lập danh mục và chuẩn hóa tên riêng cho các ngôi sao. WGSN đã phê duyệt tên Cebalrai cho ngôi sao này vào ngày 21 tháng 8 năm 2016 và hiện tại nó đã được đưa vào Danh mục tên của IAU.

### Tên đặt theo
USS Cheleb (AK-138) là tàu chở hàng lớp Crater của Hải quân Hoa Kỳ được đặt theo tên của ngôi sao này.

## Tính chất
Đây là một ngôi sao khổng lồ với phân loại sao K2  III. Mặc dù nó chỉ lớn hơn 13% so với Mặt trời, nó đã đạt đến giai đoạn tiến hóa trong đó bầu khí quyển đã mở rộng gấp khoảng 12 lần bán kính của Mặt Trời và tỏa ra 63 lần độ sáng của Mặt trời. Lớp bên ngoài của nó là tương đối mát mẻ với nhiệt độ hiệu quả 4.467 độ K, tạo cho nó màu sắc cam đặc trưng của các ngôi sao loại K. Giống như một số sao khổng lồ loại K khác, β Ophiuchi đã được quan sát có thay đổi rất nhẹ (0,02) về độ sáng.
Cebalrai là một thành viên của dân số đĩa mỏng. Nó đang đi theo quỹ đạo lệch tâm thấp đi thông qua Ngân Hà mang nó giữa khoảng cách 27,3–30,9 kly (8,4–9,5 kpc) tính từ Trung tâm Thiên hà và tối đa 0,62 kly (0,19 kpc) trên hoặc dưới mặt phẳng thiên hà.

### Hệ thống hành tinh có thể
Các biến thể của vận tốc hướng tâm trong khoảng thời gian 142 ngày gợi ý về sự hiện diện có thể có của một người bạn đồng hành hành tinh quay quanh Beta Ophiuchi. Cho đến nay, không có đối tượng hành tinh nào được xác nhận; trong khi các xung xuyên tâm định kỳ gây ra bởi sự biến thiên của sao nội tại có thể giải thích các biến thể quan sát được.